# Pengzu

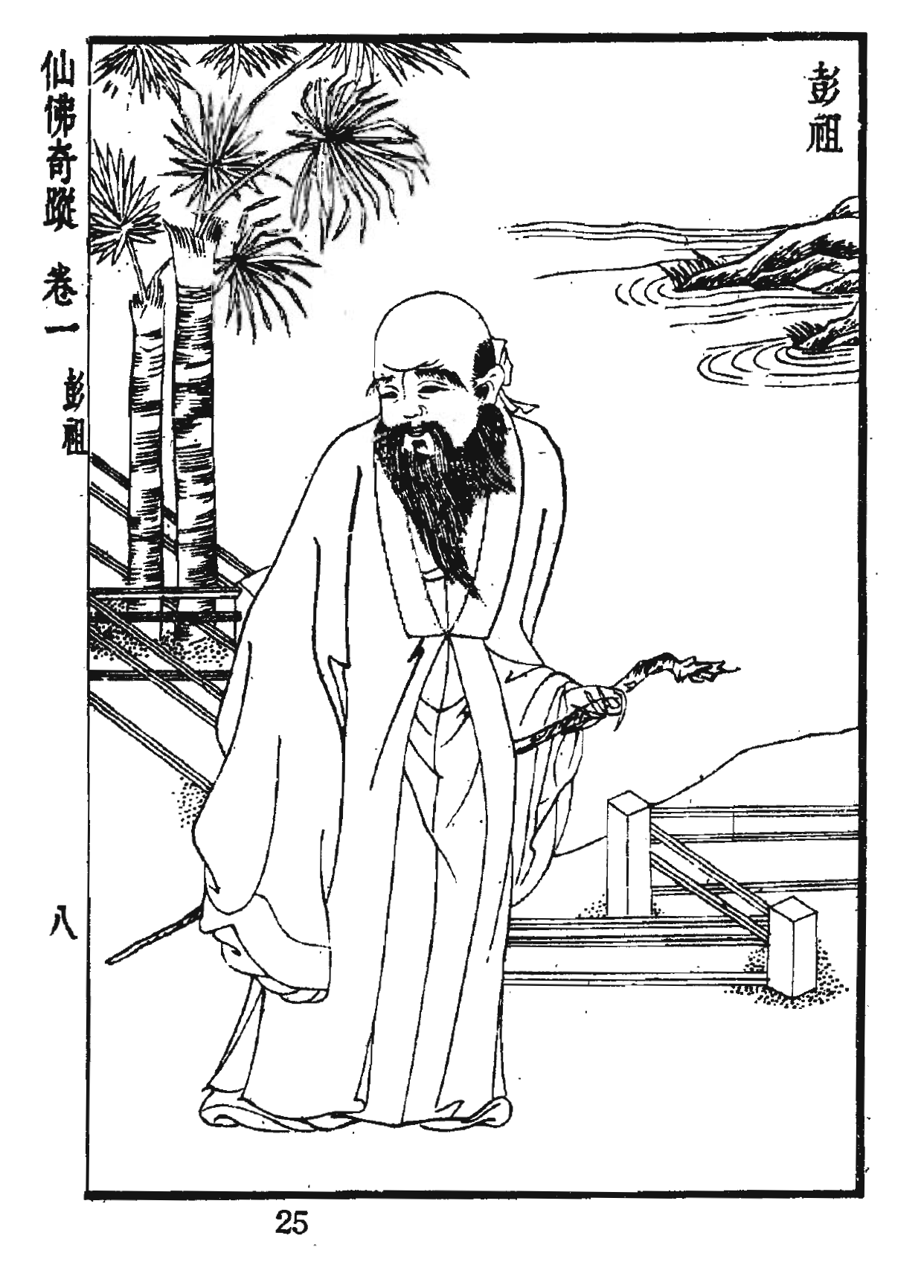
Pengzu

Pengzu (chiń. 彭祖) – bohater mitologii chińskiej, który miał żyć ponad 800 lat.
Miał był potomkiem Zhuanxu. Według Żywotów nieśmiertelnych Ge Honga nosił nazwisko Qian, a jego imieniem pośmiertnym było Geng. W wieku 70 lat wyglądał jeszcze jak dziecko, a pod koniec panowania dynastii Shang miał 767 lat, nie będąc jeszcze starym. Według przekazów osiągnął długowieczność dzięki odpowiedniej pielęgnacji swojej energii życiowej i życiu w harmonii ze światem.
W ikonografii przedstawiany jest zazwyczaj podczas palenia kadzidła i wznoszenia modłów; często otaczają go dzieci. Obrazki z jego wizerunkiem są w Chinach podarkiem wyrażającym życzenie długiego życia.